# Aldeyjarfoss
Aldeyjarfoss è una cascata situata nel nord dell'Islanda, nella parte più settentrionale della strada Sprengisandur, ciò significa che si trova negli Altopiani d'Islanda.
Una delle caratteristiche principali di questa cascata è il contrasto fra le colonne di basalto nero e la bianca acqua della cascata. In questo, è molto simile alla piccola cascata Svartifoss nel parco nazionale Skaftafell.
Il fiume Skjálfandafljót ha qui un dislivello di 20 m. Il basalto appartiene ad un campo lavico chiamato Frambruni o Suðurárhraun, con la parola "-hraun " che significa per l'appunto "lava" in islandese.

## Galleria d'immagini

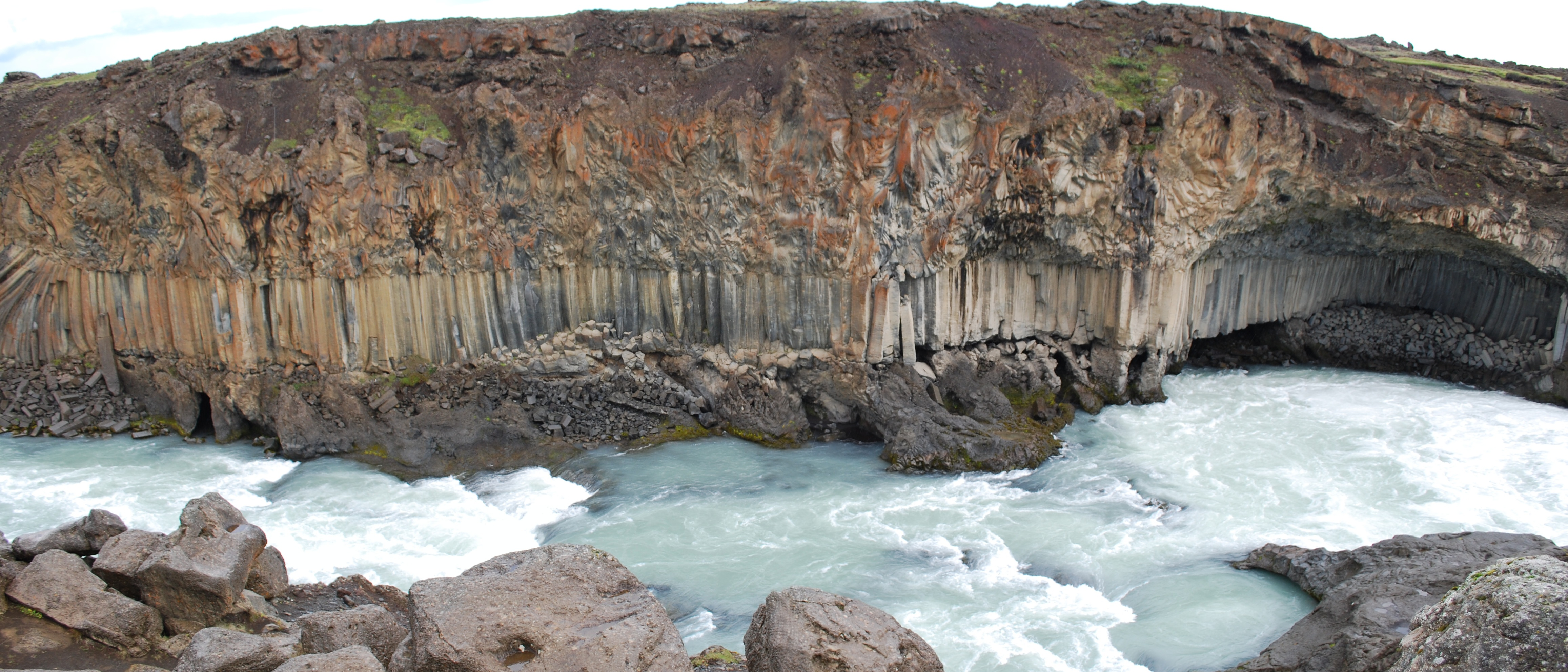
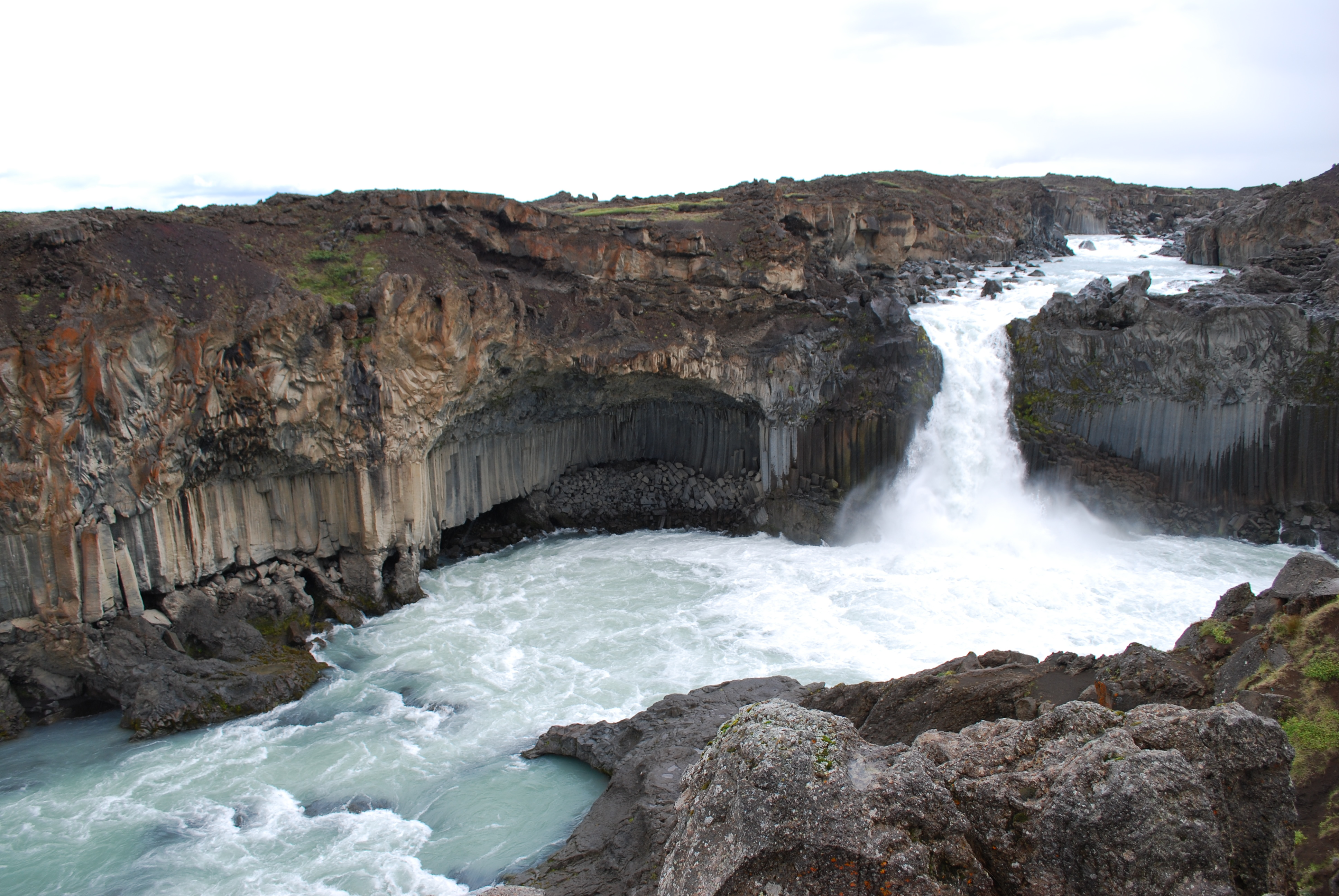
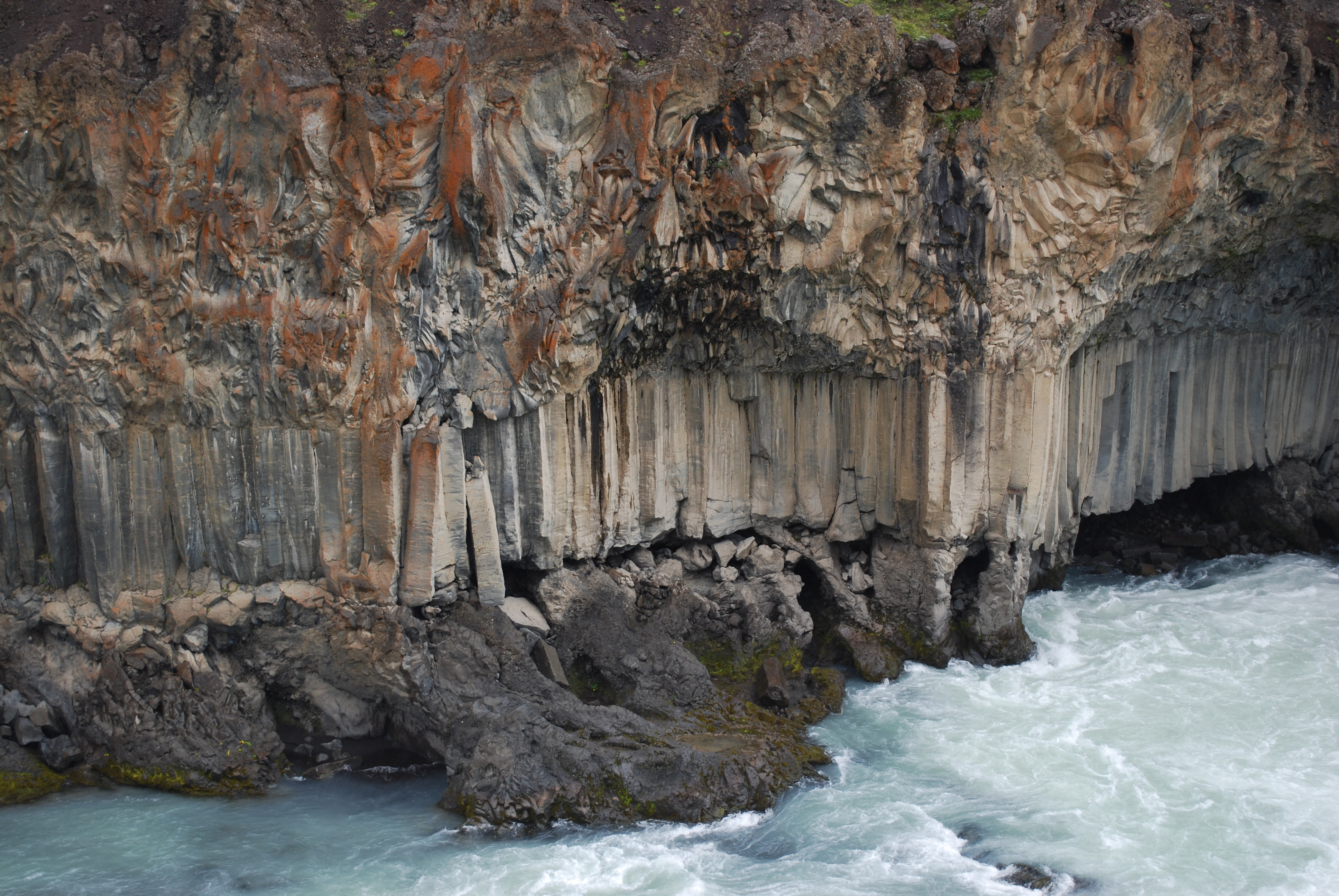
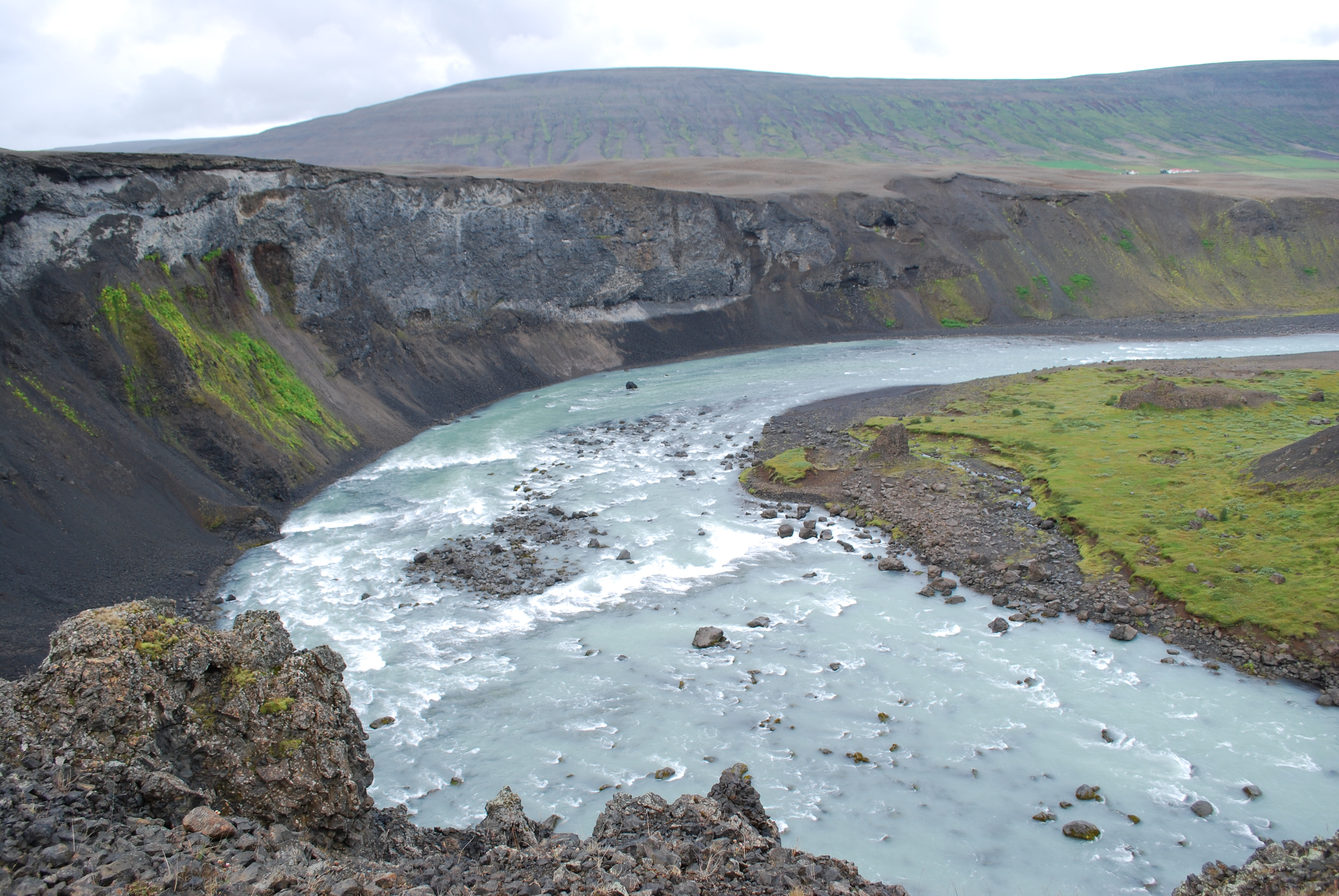